# Cisternino di Pian di Rota
Il Cisternino di Pian di Rota si trova a Livorno, in località Pian di Rota, nella campagna a pochi chilometri dal centro della città. Fino agli ultimi anni dell'Ottocento era collegato alla rete idrica e costituiva un serbatoio per l'accumulo e la depurazione delle acque. Si tratta di un importante esempio di architettura neoclassica in Italia.

## Storia

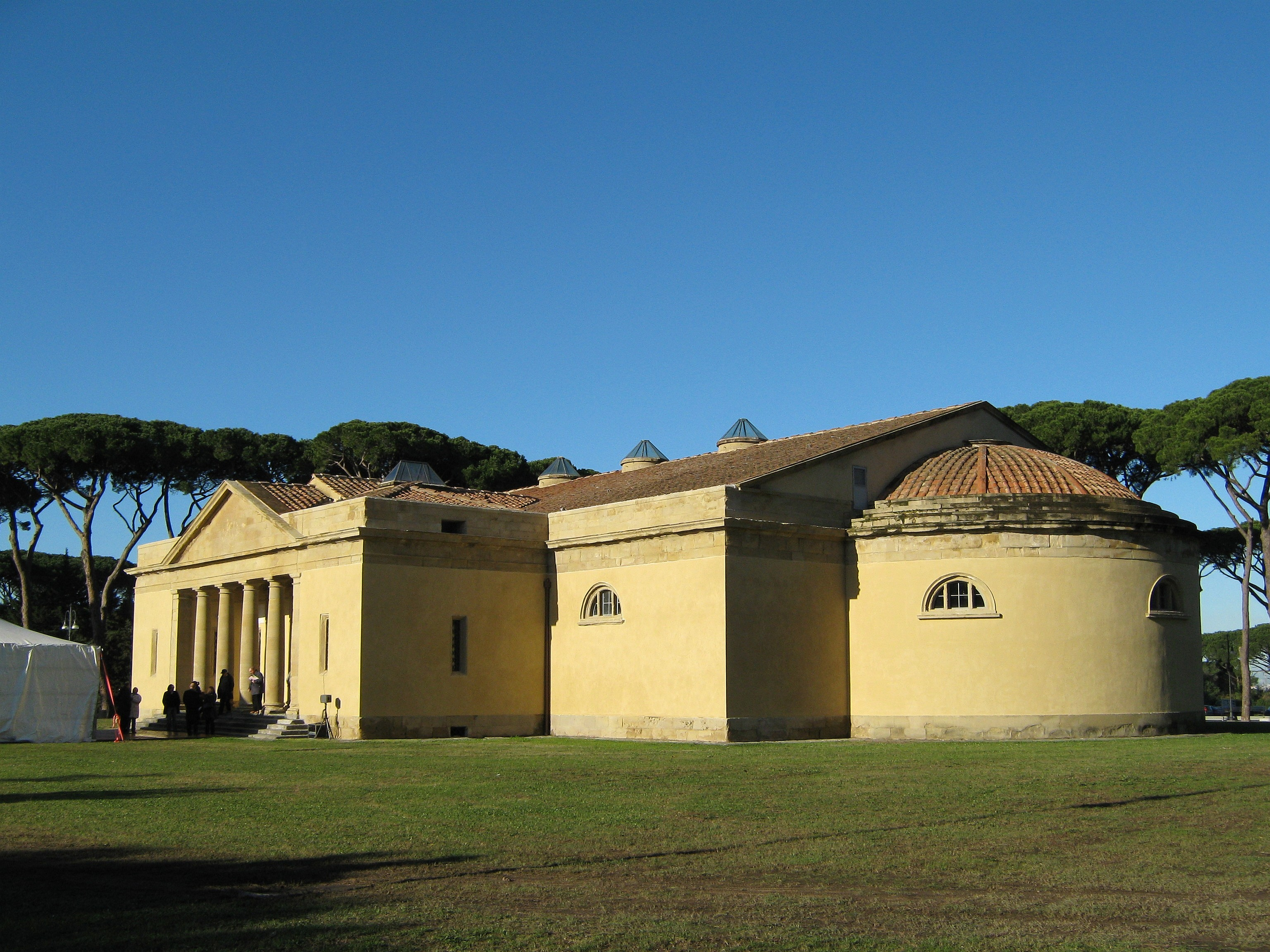
Veduta del complesso

Il Cisternino fu costruito, in stile neoclassico e su progetto dell'architetto Pasquale Poccianti, a partire dal 1841.
Il suo progetto risaliva però al 1827, quando l'architetto bibbienese ne allegò il disegno ad una relazione per il completamento dell'acquedotto di Colognole.
Inizialmente Poccianti aveva previsto una cisterna preceduta da un avancorpo fortemente aggettante e caratterizzato da tre arcate cieche; tuttavia, in fase di costruzione, al portico chiuso fu sostituito un pronao con colonne d'ordine tuscanico sormontate da un frontone.
I lavori si conclusero nell'aprile del 1852, quando l'acqua sorgiva proveniente da Colognole fu condotta all'interno dell'edificio, per proseguire verso Livorno.
Sul finire del medesimo secolo fu soppresso il "purgatorio" ed in seguito l'intero complesso fu distaccato dalla rete e riconvertito ad uso magazzino.
Un recente restauro, compiuto in due fasi tra il 2003 ed il dicembre 2008, ha permesso di riportare l'opera agli antichi splendori dopo anni di degrado, eliminando inoltre le superfetazioni che si erano realizzate nel corso del tempo all'interno dell'edificio, dove, ad esempio, era stata costruita una scala per l'accesso diretto alla vasca. In un primo momento era stato ipotizzato di ripristinare l'antica cisterna come serbatoio idrico per la nuova urbanizzazione di Porta a Terra, ma l'idea non ha avuto seguito; il fabbricato potrà quindi essere utilizzo come sala di esposizione del centro di documentazione sull'Acquedotto di Colognole, anche se, ad oggi, tale proposito non ha ancora trovato concretizzazione.

## Descrizione

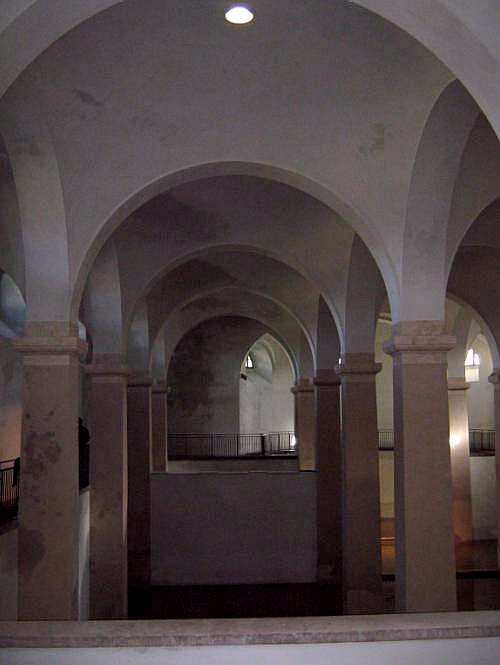
L'interno della cisterna

Il serbatoio di Pian di Rota presenta una pianta fortemente dilatata, con l'intersezione di diversi corpi di fabbrica:
- l'avancorpo, con il portale d'ingresso;
- il volume della cisterna, a pianta rettangolare e chiuso sui lati brevi da due esedre semicircolari.

Rispetto al Cisternone muta quindi l'orientamento dell'edificio, con una prevalenza, nel Cisternino, dell'asse trasversale su quello longitudinale. La facciata è aperta da quattro colonne d'ordine tuscanico che sorreggono una semplice trabeazione ed il frontone; numerose finestre a lunetta e a feritoia percorrono tutto il perimetro del fabbricato, spoglio di qualsiasi altra decorazione di rilievo.
L'interno un tempo era suddiviso in due vasche, una facente parte del serbatoio vero e proprio, mentre l'altra era adibita alla depurazione, mediante strati di carbone e ghiaia. La copertura è costituita da una teoria di volte a vela sostenuta da 28 pilastri tuscanici.

## Architettura
Il Cisternino di Pian di Rota è definito, così come le altre opere dell'Acquedotto Lorenese, dal semplice incastro di volumetrie pure, richiamando quindi le architetture rivoluzionarie di fine Settecento. Se da un lato l'impostazione della facciata principale, con il portico tuscanico, sembra volgere verso temi neopalladiani, dall'altro, l'assenza di un apparato decorativo e le proporzioni severe accostano l'edificio alla corrente strettamente neoclassica.
Non meno evidenti sono tuttavia le derivazioni dai modelli dell'architettura romana, dove al portico architravato si sommano le finestre termali semicircolari. Infine un particolare interessante è rappresentato dalle strette aperture a feritoia che si estendono per tutto l'avancorpo e che rappresentano un omaggio all'architettura toscana del Quattrocento.